# Giro di Norvegia 2024
Il Giro di Norvegia 2024, tredicesima edizione della corsa e valevole come venticinquesima prova dell'UCI ProSeries 2024 categoria 2.Pro, si svolse in quattro tappe, dal 23 al 26 maggio 2024, su un percorso di 636,2 km, con partenza da Voss e arrivo a Stavanger, in Norvegia. La vittoria fu appannaggio del francese Axel Laurance, il quale completò il percorso in 14h55'10", alla media di 43,232 km/h, precedendo l'olandese Bart Lemmen e il norvegese Ådne Holter.
Sul traguardo di Stavanger 99 ciclisti, dei 101 partiti da Voss, portarono a termine la competizione.

## Tappe
| Tappa  | Data      | Percorso              | km    | Vincitore di tappa | Leader cl. generale |
| ------ | --------- | --------------------- | ----- | ------------------ | ------------------- |
| 1ª     | 23 maggio | Voss > Voss           | 141,9 | Thibau Nys         | Thibau Nys          |
| 2ª     | 24 maggio | Odda > Gullingen      | 204,8 | Axel Laurance      | Axel Laurance       |
| 3ª     | 25 maggio | Sola > Egersund       | 165,7 | Jordi Meeus        | Axel Laurance       |
| 4ª     | 26 maggio | Stavanger > Stavanger | 123,8 | Alexander Kristoff | Axel Laurance       |
| Totale | Totale    | Totale                | 636,2 |                    |                     |

## Squadre e corridori partecipanti
| N.    | Cod. | Squadra                   |
| ----- | ---- | ------------------------- |
| 1-6   | IGD  | Ineos Grenadiers          |
| 11-16 | ADC  | Alpecin-Deceuninck        |
| 21-25 | BOH  | Bora-Hansgrohe            |
| 31-36 | IWA  | Intermarché-Wanty         |
| 41-46 | LTK  | Lidl-Trek                 |
| 51-56 | DFP  | Team DSM-Firmenich PostNL |
| 61-66 | TVL  | Team Visma-Lease a Bike   |
| 71-76 | BWB  | Bingoal WB                |
| 81-86 | Q36  | Q36.5 Pro Cycling Team    |

| N.      | Cod. | Squadra                 |
| ------- | ---- | ----------------------- |
| 91-96   | TDT  | TDT-Unibet Cycling Team |
| 101-106 | TFB  | Team Flanders-Baloise   |
| 111-116 | TUD  | Tudor Pro Cycling Team  |
| 121-126 | UXM  | Uno-X Mobility          |
| 131-136 | ATT  | ATT Investments         |
| 141-146 | PEC  | Project Echelon Racing  |
| 151-156 | TCR  | Team Coop-Repsol        |
| 161-166 | NOR  | Norvegia                |

## Dettagli delle tappe

### 1ª tappa
- 23 maggio: Voss > Voss – 141,9 km

Risultati
| Pos. | Corridore     | Squadra | Tempo    |
| ---- | ------------- | ------- | -------- |
| 1    | Thibau Nys    | Lidl    | 3h21'34" |
| 2    | Ådne Holter   | Uno-X   | a 4"     |
| 3    | Axel Laurance | Alpecin | s.t.     |

| Pos. | Corridore     | Squadra | Tempo    |
| ---- | ------------- | ------- | -------- |
| 1    | Thibau Nys    | Lidl    | 3h21'24" |
| 2    | Ådne Holter   | Uno-X   | a 8"     |
| 3    | Axel Laurance | Alpecin | a 10"    |

### 2ª tappa
- 24 maggio: Odda > Gullingen – 204,8 km

Risultati
| Pos. | Corridore     | Squadra | Tempo    |
| ---- | ------------- | ------- | -------- |
| 1    | Axel Laurance | Alpecin | 5h01'09" |
| 2    | Ethan Hayter  | Ineos   | s.t.     |
| 3    | Bart Lemmen   | Visma   | s.t.     |

| Pos. | Corridore     | Squadra | Tempo    |
| ---- | ------------- | ------- | -------- |
| 1    | Axel Laurance | Alpecin | 8h22'33" |
| 2    | Bart Lemmen   | Visma   | a 12"    |
| 3    | Ådne Holter   | Uno-X   | a 13"    |

### 3ª tappa
- 25 maggio: Sola > Egersund – 173,1 km

Risultati
| Pos. | Corridore          | Squadra | Tempo    |
| ---- | ------------------ | ------- | -------- |
| 1    | Jordi Meeus        | Bora    | 3h53'33" |
| 2    | Pavel Bittner      | DSM     | s.t.     |
| 3    | Alexander Kristoff | Uno-X   | s.t.     |

| Pos. | Corridore     | Squadra | Tempo     |
| ---- | ------------- | ------- | --------- |
| 1    | Axel Laurance | Alpecin | 12h16'06" |
| 2    | Bart Lemmen   | Visma   | a 12"     |
| 3    | Ådne Holter   | Uno-X   | a 13"     |

### 4ª tappa
- 26 maggio: Stavanger > Stavanger – 123,8 km

Risultati
| Pos. | Corridore          | Squadra | Tempo    |
| ---- | ------------------ | ------- | -------- |
| 1    | Alexander Kristoff | Uno-X   | 2h39'04" |
| 2    | Jordi Meeus        | Bora    | s.t.     |
| 3    | Wout Van Aert      | Visma   | s.t.     |

| Pos. | Corridore     | Squadra | Tempo     |
| ---- | ------------- | ------- | --------- |
| 1    | Axel Laurance | Alpecin | 14h55'10" |
| 2    | Bart Lemmen   | Visma   | a 12"     |
| 3    | Ådne Holter   | Uno-X   | a 13"     |

## Evoluzione delle classifiche
| Tappa | Vincitore          | Classifica a generale Maglia arancione | Classifica scalatori Maglia a pois | Classifica giovani Maglia bianca | Classifica a squadre |
| ----- | ------------------ | -------------------------------------- | ---------------------------------- | -------------------------------- | -------------------- |
| 1ª    | Thibau Nys         | Thibau Nys                             | Eirik Vang Aas                     | Thibau Nys                       | Uno-X Mobility       |
| 2ª    | Axel Laurance      | Axel Laurance                          | Eirik Vang Aas                     | Mathias Vacek                    | Uno-X Mobility       |
| 3ª    | Jordi Meeus        | Axel Laurance                          | Eirik Vang Aas                     | Mathias Vacek                    | Uno-X Mobility       |
| 4ª    | Alexander Kristoff | Axel Laurance                          | Eirik Vang Aas                     | Mathias Vacek                    | Uno-X Mobility       |
|       |                    | Axel Laurance                          | Eirik Vang Aas                     | Mathias Vacek                    | Uno-X Mobility       |

Maglie indossate da altri ciclisti in caso di due o più maglie vinte
- Nella 2ª tappa Mathias Vacek ha indossato la maglia bianca al posto di Thibau Nys.

## Classifiche finali

### Classifica generale - Maglia arancione
| Pos. | Corridore          | Squadra  | Tempo     |
| ---- | ------------------ | -------- | --------- |
| 1    | Axel Laurance      | Alpecin  | 14h55'10" |
| 2    | Bart Lemmen        | Visma    | a 12"     |
| 3    | Ådne Holter        | Uno-X    | a 13"     |
| 4    | Mathias Vacek      | Lidl     | a 21"     |
| 5    | Marco Brenner      | Tudor    | a 33"     |
| 6    | Óscar Rodríguez    | Ineos    | a 40"     |
| 7    | Ethan Hayter       | Ineos    | a 46"     |
| 8    | M. Cort Nielsen    | Uno-X    | a 52"     |
| 9    | Kamiel Bonneu      | Flanders | a 53"     |
| 10   | Carl Fredrik Hagen | Q36.5    | a 54"     |

### Classifica scalatori - Maglia a pois
| Pos. | Corridore           | Squadra  | Punti |
| ---- | ------------------- | -------- | ----- |
| 1    | Eirik Vang Aas      | Norvegia | 22    |
| 2    | Filip Řeha          | ATT      | 18    |
| 3    | Ådne Holter         | Uno-X    | 14    |
| 4    | Hannes Wilksch      | Tudor    | 12    |
| 5    | H. Utengen Sandstad | Coop     | 12    |

### Classifica giovani - Maglia bianca
| Pos. | Corridore     | Squadra     | Tempo     |
| ---- | ------------- | ----------- | --------- |
| 1    | Mathias Vacek | Lidl        | 14h55'31" |
| 2    | Marco Brenner | Tudor       | a 12"     |
| 3    | Huub Artz     | Intermarché | a 34"     |
| 4    | Thibau Nys    | Lidl        | a 1'12"   |
| 5    | Tijmen Graat  | Visma       | a 1'15"   |

### Classifica a squadre
| Pos. | Squadra                 | Tempo     |
| ---- | ----------------------- | --------- |
| 1    | Uno-X Mobility          | 44h47'45" |
| 2    | Team Visma-Lease a Bike | a 47"     |
| 3    | Ineos Grenadiers        | a 1'48"   |
| 4    | Alpecin-Deceuninck      | a 2'04"   |
| 5    | Team Flanders-Baloise   | a 2'55"   |